# EMILY's List
EMILY's List är en amerikansk politisk aktionskommitté (engelska: Political action committee, PAC) som arbetar för att samla in pengar till kvinnliga politiska kandidater som förespråkar kvinnans fria rätt till abort. Organisationen grundades 1985, är knuten till det amerikanska Demokratiska partiet och är en av de enskilt största politiska aktionskommittéerna i USA.
EMILY's List säger sig arbeta "som gräsrotsrörelse för att ta tillbaka vårt land från den radikala högern genom att välja kvinnor från det Demokratiska partiet som stödjer fri aborträtt till federala, delstatliga och lokala politiska förtroendeuppdrag." Antalet medlemmar uppgår till mer än 100 000 och ett valår samlar man in mer än 10 miljoner USD. Hittills har 11 senatorer, 61 kongresskvinnor och 8 guvernörer valts till sina uppdrag med stöd av EMILY's List.
EMILY's List UK bildades 1993 och är knutet till Labourpartiet, EMILY's List Australia bildades 1994 av Joan Kirner, då ledare för Australian Labor Party i delstaten Victoria.

## Arbetssätt
EMILY's List är i grunden ett nätverk, som i första hand arbetar med att förse sina medlemmar med information om lämpliga kandidater som ställer upp i primärval och val till politiska församlingar på federal, delstats- och lokalnivå. På så sätt uppmuntras medlemmarna att skicka ekonomiska bidrag direkt till kandidaternas kampanjer.
Som lobbyorganisation samlar EMILY's List även in pengar till den egna verksamheten, som främst består i utbildningsinsatser, stöd till kandidater samt så kallade get out the vote-projekt.
Särskilda utbildningsprogram erbjuds politiska kandidater, som tränas i kommunikationsstrategier och hur man bäst kommunicerar sitt budskap. Utbildningar finns även för kampanjpersonal och volontärer. Ett program riktar sig särskilt mot kvinnliga collegestudenter i slutet av sin utbildning, som efter avlagd examen engageras som nyckelpersoner i kvinnliga kandidaters politiska kampanjer.
POP - Political Opportunity Programme - är ett program inriktat på att rekrytera, utbilda och stödja kvinnor som kandiderar i delstatsval och till vissa nyckelpositioner på lokal nivå. Förutom den politiska påverkan de har på lägre nivåer utgör POP också en rekryteringsgrund för uppdrag på federal nivå.
Get out the vote-projekt (se engelska Wikipedia) syftar till att mobilisera kvinnliga väljare under devisen "When women vote, women win" ("När kvinnor röstar vinner kvinnor"). Genom att utbilda volontärer i effektiv väljarmobilisering samt med hjälp av miljontals brevutskick och telefonsamtal söker man få presumtiva kvinnoväljare till valurnorna.

## Historik
Grundaren, Ellen Malcolm, skaffade sig erfarenheter från och kontakter inom amerikansk politik genom att arbeta med både oberoende och partiknutna lobbyorganisationer samt genom ett mindre uppdrag i president Carters stab. En tid arbetade hon även för National Women's Political Caucus, en rörelse inom Demokraterna som strävade efter att rekrytera fler kvinnor till partiinterna och politiska förtroendeuppdrag.
EMILY's List kom i stället att handla om att få kvinnliga kandidater valda. Tillsammans med ett 20-tal andra kvinnor tog Malcolm initiativ till att bilda ett nätverk för att samla in pengar till kvinnliga kandidater. Gemensamt för kandidaterna var att de förespråkade kvinnans fria rätt till abort och att de kandiderade för Demokratiska partiet. Nätverkets medlemmar samlades i Malcolms källare för att gå igenom sina adressböcker och göra utskick till vänner och bekanta av en lista på kandidater som man rekommenderade, samtidigt som man uppmanade att stödja dem ekonomiskt under den kommande valrörelsen. EMILY's första lista var utskickad.
Då, 1985, hade ännu ingen demokratisk kvinna valts in i USA:s senat på eget mandat. Året därpå samlade EMILY's List in över 350 000 USD till två demokratiska senatskandidater och Barbara Mikulski valdes som senator för Maryland. År 1990 passerade man 1 000 000 USD i insamlade medel, två kvinnliga guvernörer valdes, liksom sju kvinnor i kongressens representanthus. Nio år efter grundandet av nätverket ombildades man som en fullskalig lobbyorganisation och år 2004 uppgick antalet medlemmar till mer än 100 000 och man förmedlade 10,7 miljoner USD till kandidater, den egna verksamheten uppgick år 2002 till 23 miljoner USD. (Källa: EMILY's Lists webbsida)

## "Vem är EMILY?"
EMILY står för "Early Money Is Like Yeast" och avslutas "Because it helps raise the dough", dvs "Tidiga donationer är som jäst, det får degen att växa". Uttrycket hämtas från insamlingsverksamhet till politiska ändamål, där donationer som mottas tidigt under kampanjen får störst effekt eftersom de dels är avskräckande för motkandidater och dels visar på ett förtroende som lockar till sig andra, senare donatorer. Enligt engelska Wikipedia och EMILY's Lists egen webbsida är det dock en vanlig missuppfattning att gruppen tagit sitt namn till minne av en kämpe i den feministiska kampen eller någon framträdande kvinnopolitiker.